# فهرست حواشی جام جهانی باشگاه‌ها ۲۰۲۵
جام جهانی باشگاه‌ها ۲۰۲۵ به دلایل مختلف، از تصمیمات متعدد فیفا گرفته تا نحوه برخورد تیم‌های یوفا با این تورنمنت و ایده برگزاری آن در سراسر جهان، جنجال‌ها و حواشی‌های زیادی را برانگیخت.

## تأثیر بازی‌های اضافه شده برای تیم‌های اروپایی
پیشنهاد گسترش تورنمنت توسط فیفپرو، اتحادیه جهانی بازیکنان حرفه‌ای، و همچنین انجمن لیگ‌های جهانی، که نماینده لیگ‌های حرفه‌ای است، مورد انتقاد قرار گرفت. هر دو سازمان نگرانی‌های خود را در مورد رفاه بازیکنان به دلیل برنامه‌های اضافه شده در تقویم بازی شلوغ مطرح کردند. لا لیگا، لیگ دسته برتر اسپانیا، نیز از این طرح انتقاد کرد و در بیانیه‌ای گفت که اقدامات قانونی را برای جلوگیری از گسترش در نظر خواهد گرفت. بسیاری از باشگاه‌ها و فدراسیون های فوتبال با فرمت آن مخالفند، زیرا آنها فیفا را متهم می‌کنند که پول را بر سلامت بازیکنان ترجیح می‌دهد.
اضافه شدن مسابقات سالانه جام بین قاره‌ای فیفا نیز به دلیل ایجاد بار اضافی در مسابقات که سلامت بازیکنان را بیشتر به خطر می‌اندازد مورد انتقاد قرار گرفت. در ماه مه ۲۰۲۴، فیفپرو و انجمن لیگ های جهانی نامه‌ای را به فیفا ارسال کردند که در آن خواستار تغییر زمان مسابقات شده بود تا بازیکنان زمان بیشتری برای استراحت بین رقابت‌های بزرگ، که همچنین شاهد گسترش بودند، داشته باشند. این سازمان‌ها همچنین در نامه اعلام کردند که به باشگاه‌های عضو توصیه می‌کنند در صورت عدم رسیدگی به شلوغی برنامه‌ها، اقدامات قانونی یا گزینه‌های دیگر را دنبال کنند. در ۱۳ ژوئن ۲۰۲۴، فیفپرو اعلام کرد که انجمن فوتبالیست‌های حرفه‌ای انگلستان (پی‌اف‌ای) و اتحادیه ملی فوتبالیست‌های حرفه‌ای فرانسه (یوان‌پی‌اف) یک شکایت حقوقی به دادگاه تجاری در بروکسل برای اعتراض به مسابقات ارائه کردند. فیفپرو در سراسر سال ۲۰۲۴ هشدار داده است که اگر مصالحه‌ای در مورد جام جهانی باشگاه‌ها حاصل نشود، بازیکنان آنها ممکن است اعتصابی را ترتیب دهند. در ۳۰ ژانویه ۲۰۲۵، اینفانتینو و فیفپرو برای بحث در مورد فشردگی مسابقات دیدار کردند.
فیفا در پاسخ کتبی به انتقاد از بازی‌های اضافه شده در نامه ارسال شده توسط فیفپرو و انجمن لیگ‌های جهانی، اعلام کرد که اتهامات ذکر شده در نامه "با مدرک تایید نمی‌شود" و اینکه برنامه جام جهانی باشگاه‌ها با تقویم مسابقات بین‌المللی فیفا مطابقت دارد تا زمان کافی بین فینال مسابقات و شروع لیگ‌های داخلی برای اطمینان از رفاه بازیکنان تضمین شود. فیفا همچنین اشاره می‌کند که رویدادهای آنها تنها یک درصد از کل تقویم فوتبال را اشغال می‌کنند و از قبل توسط فیفپرو، کنفدراسیون‌ها و بازیکنان توافق شده است.

## تاثیر نقل و انتقالات
برخی تأثیر بالقوه نقل و انتقالات بر مسابقات را زیر سوال بردند، زیرا پنجره نقل و انتقالات تابستانی در بسیاری از لیگ‌ها در طول مسابقات باز خواهد بود و بنابراین بازیکنان در مسابقات ممکن است به طور بالقوه به باشگاه دیگری منتقل شوند و به سایر تیم‌هایی که در مسابقات بازی می‌کنند نیز بپیوندند. علاوه بر این، بسیاری از قراردادهای بازیکنان اروپایی در اواسط مسابقات در ۳۰ ژوئن به پایان می‌رسد که ممکن است آنها را قادر به حضور در تورنمنت کامل نکند زیرا بازیکنان آزاد محسوب می‌شوند. فیفا اعلام کرده است که اگر بازیکنان در طول مسابقات بین باشگاه‌های تورنمنت جابه‌جا شوند، احتمالاً از نمایندگی باشگاه جدیدشان محروم خواهند شد. اگرچه مشخص نیست که آیا یک حکم ویژه که به باشگاه‌ها اجازه می‌دهد به طور خلاصه قراردادهای بازیکنان منقضی را از ۳۰ ژوئن تا پایان مسابقات تمدید کنند، برای مسابقات وجود داشته باشد یا خیر.
در ۳ اکتبر ۲۰۲۴، فیفا اعلام کرد که یک پنجره نقل و انتقالات اختیاری از ۱ تا ۱۰ ژوئن برای اتحادیه‌های عضوی که باشگاه‌هایشان برای مسابقات واجد شرایط شده‌اند مجاز خواهد بود. چنانچه این پنجره باز باشد، برای همه باشگاه‌ها از انجمن‌های مربوطه در دسترس خواهد بود، نه فقط برای باشگاه‌های شرکت کننده. برای رسیدگی به موضوع قرارداد، فیفا اعلام کرد که از ۲۷ ژوئن تا ۳ ژوئیه در یک دوره محدود در مسابقات و با توجه به محدودیت‌های خاص، زمانی وجود خواهد داشت که باشگاه‌ها می‌توانند بازیکنانی را جایگزین کنند که قراردادشان به اتمام می‌رسد.

## تأثیر مالکیت چند باشگاهی
در موضوعی که منحصر به جام جهانی باشگاه‌ها نیست، برخی از تیم‌های حاضر در این مسابقات متعلق به گروه‌های مالکیت چند باشگاهی از جمله پاچوکا و لئون هستند که هر دو متعلق به گروپو پاچوکا هستند که ممکن است باعث ایجاد نگرانی‌های تعارض منافع شود. در پاسخ به این نگرانی، فیفا در آیین‌نامه مسابقات اعلام کرده است که باشگاه‌های حاضر در این رقابت‌ها نمی‌توانند سهام مشترک داشته باشند و یا بر عملکرد یکدیگر تأثیر بگذارند. به طور مشابه، افراد نمی‌توانند به طور همزمان چندین باشگاه را مدیریت یا تحت تأثیر قرار دهند. "نفوذ" در این زمینه عبارت است از داشتن اکثریت حق رای، داشتن حق انتصاب یا عزل اکثریت اعضای هیات مدیره، کنترل اکثریت حق رای از طریق توافقات، یا اعمال نفوذ تعیین کننده در تصمیم گیری باشگاه. در صورتی که دو یا چند باشگاه نتوانند معیارها را برآورده کنند، کمیته انضباطی فیفا موارد را برای تعیین وضعیت پذیرش بررسی خواهد کرد و دبیرخانه فیفا باید تنها به یکی از باشگاه‌های متخاصم اجازه شرکت دهد و در عین حال جانشین باشگاه ممنوعه را نیز انتخاب کند.
در نوامبر ۲۰۲۴، باشگاه کاستاریکایی آلاخولنسه اعلام کرد که از فیفا خواسته است تا قانون مالکیت چند باشگاهی خود را برای محروم کردن پاچوکا یا لئون اعمال کند و در صورت لزوم اقدام قانونی را دنبال خواهد کرد. با توجه به محدودیت دو باشگاه از هر کشور، آلاخولنسه می‌توانست اولین تیمی باشد که از طریق رتبه‌بندی کونکاکاف واجد شرایط بود. با این حال، فیفا اعلام کرد که آلاخولنسه اجازه ندارد از هیچ طریقی شرکت کند. در ۴ فوریه ۲۰۲۵، آلاخولنسه در دادگاه حکمیت ورزش درخواست تجدید نظر علیه فیفا، پاچوکا و لئون کرد. در نهایت پرونده علیه گروپو پاچوکا موفقیت آمیز بود و لئون در ۲۱ مارس ۲۰۲۵ از مسابقات حذف شد. طبق گزارش گاردین و تأیید شده توسط فیفا، در صورت تأیید اخراج لئون، محتمل‌ترین جایگزین در یک مسابقه پلی آف تک‌بازی پیش از مسابقات، بین لس آنجلس، نایب قهرمان لیگ قهرمانان کونکاکاف ۲۰۲۳، و باشگاه مکزیکی با بالاترین رتبه از نظر ضریب که هنوز در مسابقات حضور ندارد، یعنی کلاب آمریکا، انتخاب خواهد شد. این نتیجه، احتمال حضور هر دو تیم آلاخولنسه و فیلادلفیا یونیون را مستثنی کرد. اخراج لئون و مسابقه پلی آف بین لس‌ آنجلس و کلاب آمریکا بعداً در ۶ مه ۲۰۲۵ تأیید شد. در ۳۱ مه، لس آنجلس با پیروزی ۲–۱ در وقت اضافه مقابل کلاب آمریکا در ورزشگاه بی‌ام‌او در لس آنجلس، به مقام قهرمانی این مسابقات دست یافت.

## قیمت بلیط و تعداد تماشاگران

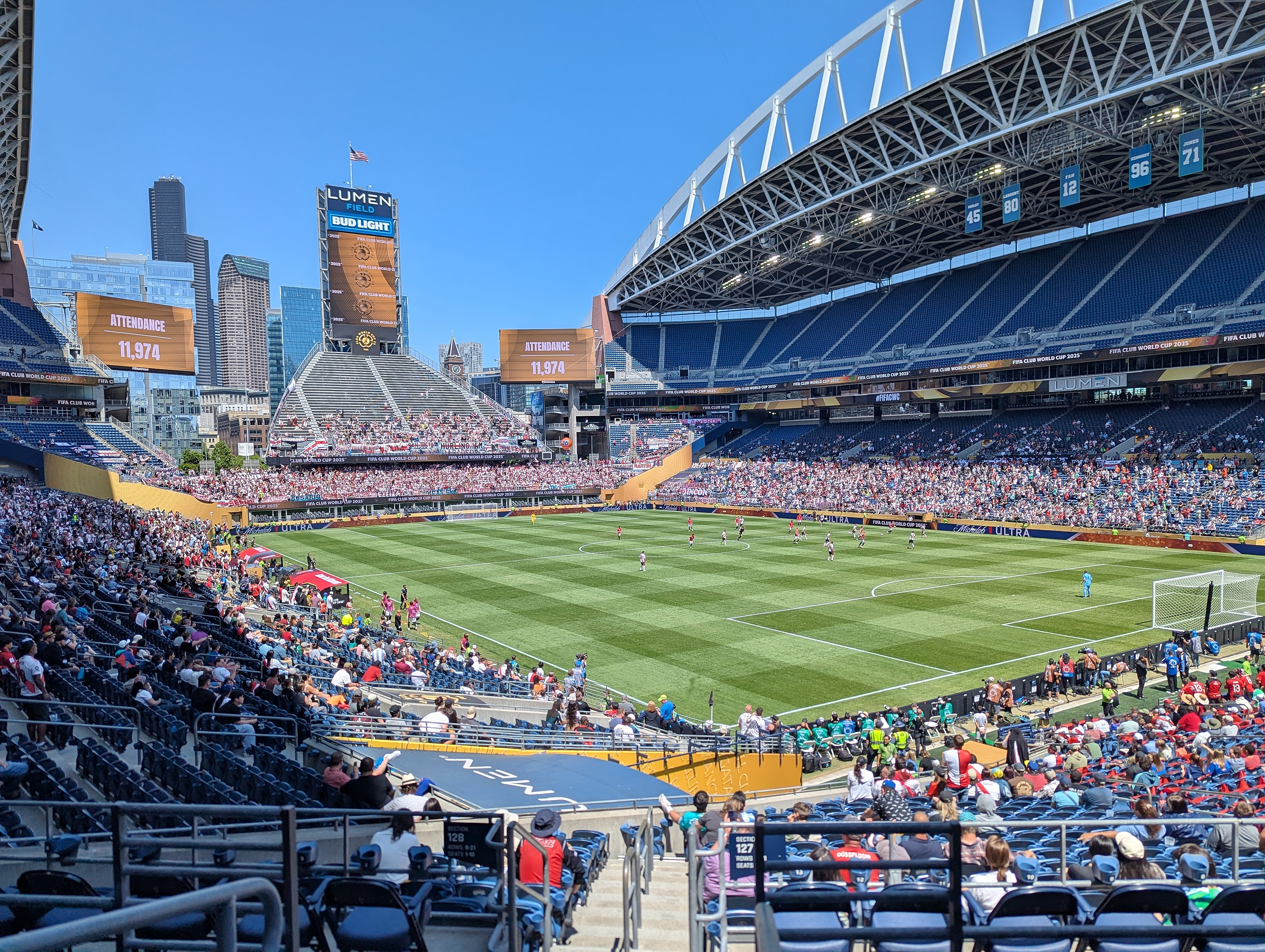
بازی مرحله گروهی بین ریور پلاته و اوراوا رد دایموندز در ورزشگاه لومن فیلد سیاتل، ۱۱،۹۷۴ تماشاگر را به خود جذب کرد.

در ابتدا، قیمت‌های مسابقات در این تورنمنت در مقایسه با تورنمنت‌هایی مانند جام جهانی و یورو بسیار بالا بود و برخی از بلیت‌ها به دلیل قیمت‌گذاری پویا تا ۲,۲۰۰ دلار برای فینال قیمت داشتند. در ۱۰ فوریه ۲۰۲۵، گزارش شد که فیفا قیمت بلیط‌ها را به دلیل علاقه کم کاهش داده است، زیرا قیمت ارزان‌ترین بلیت‌های نیمه نهایی و فینال به ترتیب به حدود ۱۴۰ و ۳۰۰ دلار کاهش یافته است. علیرغم کاهش قیمت‌ها، فیفا برای کسانی که می‌خواستند بلیت‌های خود را تعویض کنند، ۱۰ درصد هزینه لغو در نظر گرفت. با وجود نگرانی‌هایی که در مورد بازی افتتاحیه با گزارش‌هایی مبنی بر تبلیغات ناگهانی و کاهش قیمت‌ها وجود داشت، فیفا افتتاحیه را با حضور ۶۰،۹۲۷ تماشاگر و "مخاطبان تلویزیونی جهانی" موفقیت‌آمیز دانست. بعداً فیفا همچنین گزارش داد که بازی‌های هفته اول در مجموع ۵۵۶،۳۶۹ نفر تماشاگر داشته‌اند که به طور متوسط بین ۳۴،۰۰۰ تا ۳۵،۰۰۰ تماشاگر در هر مسابقه است.
در ۲ ژوئیه، فیفا گزارش داد که تعداد کل بلیط‌های فروخته شده تا به آن روز ۲،۰۰۹،۸۲۵ تماشاگر بوده است که به طور متوسط ۳۶،۰۰۰ تماشاگر برای هر مسابقه است، که در حد یا حتی بالاتر از برخی لیگ‌های اروپایی، مانند سری آ که ۳۰،۷۷۲ بلیط و لیگ جزیره که فصل گذشته حدود ۴۰،۰۰۰ بلیط داشتند، می‌باشد.
هواداران آمریکای جنوبی، آفریقا و آسیا به عنوان نمادی بزرگ از شور و شوق برای فوتبال در نظر گرفته می‌شدند، اگرچه هواداران الوداد در چند بازی این تیم با پرتاب بمب‌های دودزا به داخل زمین مشکلاتی ایجاد کردند، به خصوص در بازی مقابل یوونتوس که هفت هوادار از ورزشگاه بیرون رانده شدند و یک هوادار دستگیر شد.

## انتخاب اینتر میامی و انتخاب تیم‌های اروپایی
همانند دوره‌های قبلی جام باشگاه‌های جهان، در قالب جدید، یک جایگاه برای کشور میزبان در نظر گرفته شده است. به طور سنتی، این جایگاه توسط مدافع عنوان قهرمانی کشور میزبان پر می‌شود. قهرمان لیگ برتر فوتبال آمریکا به جای رکورد فصل عادی، با یک بازی پلی آف پس از فصل تعیین می‌شود (برای فصل ۲۰۲۴، این تیم ال‌ای گلکسی بود). روش دقیق صعود برای مدت طولانی نامشخص مانده بود. در مسابقه میان‌فصل ستارگان ام‌ال‌اس، دون گاربر، کمیسر لیگ، پیشنهاد داد که این جایگاه می‌تواند با برنده ساپورترز شیلد ام‌ال‌اس ۲۰۲۴، برنده جام ام‌ال‌اس ۲۰۲۴ یا یک پلی‌آف احتمالی بین آنها پر شود.
در ۱۹ اکتبر ۲۰۲۴، فیفا اعلام کرد که جایگاه نهایی به تیم اینتر میامی به عنوان برنده ساپورترز شیلد ۲۰۲۴، قبل از شروع مراحل پلی آف جام ام‌ال‌اس ۲۰۲۴ و پس از اینکه اینتر میامی جام ساپورترز شیلد را برده بود، داده خواهد شد. دلیل این امر این بود که جام باشگاه‌های جهان به طور سنتی قهرمان میزبان را از طریق تیمی که در "شرایط لیگ" جام قهرمانی را به دست آورده است، انتخاب می‌کند. فیفا توضیح داد که برنده ساپورترز شیلد را انتخاب کرده است زیرا این جایزه منعکس کننده شرایط لیگ است، برخلاف جام ام‌ال‌اس. همچنین اظهار داشت که این تصمیم را قبل از پیروزی اینتر میامی گرفته است، اما نمی‌تواند آن را تا زمانی که مقررات در کنوانسیون‌های از پیش تعیین شده تصویب نشده است، اعلام کند.
این تصمیم به دلیل عدم شفافیت، عدم احراز صلاحیت بر اساس شایستگی ورزشی سنتی و به عنوان تلاشی برای جلب حمایت حامیان مالی با اطمینان از حضور لیونل مسی در مسابقات، مورد انتقاد طرفداران و کارشناسان رسانه قرار گرفت. در ۱۰ نوامبر ۲۰۲۴، اینتر میامی در دور اول پلی آف جام ام‌ال‌اس ۲۰۲۴ شکست خورد و توسط آتلانتا یونایتد حذف شد. با وجود این، خراردو مارتینو، سرمربی اینتر میامی، از انتخاب تیم دفاع کرد و استدلال کرد که ساپورترز شیلد توجیه کافی برای انتخاب این تیم است.
نکته‌ی مورد اختلاف دیگر، قانون تنها دو تیم از هر کشور برای حضور در مسابقات بود، مگر اینکه در طول یک دوره‌ی چهار ساله، تیم‌ها یک بار عنوان قهرمانی قاره را کسب کرده باشند. این قانون باعث شد که برخی از تیم‌ها مانند بارسلونا، لیورپول و ناپولی نتوانند به این مسابقات راه پیدا کنند. اگرچه، محدودیت‌هایی وجود دارد تا از اعزام تمام نمایندگان یک قاره توسط یک کشور جلوگیری شود، همانطور که تقریباً در کونمبول اتفاق افتاد، جایی که هر چهار برنده‌ی این دوره از برزیل بودند و بهترین تیم غیر برنده‌ی لیبرتادورس در رده‌بندی قاره‌ای نیز از برزیل بود. برای رفع این مشکل، باشگاه‌های اروپایی پیشنهاد افزایش تعداد شرکت‌کنندگان در مسابقات آینده را دادند تا این مشکل برطرف شود.

## غرامت بازیکنان
در تاریخ ۲ ژوئن، بازیکنان باشگاه فوتبال سیاتل ساندرز پیش از بازی مقابل مینه‌سوتا یونایتد، تی‌شرت‌هایی با عنوان «پول‌پرستی جام جهانی باشگاه‌ها» پوشیدند تا از غرامتی که از ام‌ال‌اس برای شرکت در جام جهانی باشگاه‌ها دریافت می‌کردند، انتقاد کنند. این اعتراض تا حدی توسط انجمن بازیکنان ام‌ال‌اس سازماندهی شده بود که بیانیه‌ای را در انتقاد از ام‌ال‌اس و جام جهانی باشگاه‌ها منتشر کرد: «تورنمنت جدید فیفا، بدون توجه به سلامت جسمی بازیکنان، بر حجم کاری روزافزون آنها می‌افزاید. فیفا برای تصاحب این قلمرو تقویمی اضافی، مجبور شد مبالغ تاریخی جایزه نقدی را برای تضمین مشارکت باشگاه‌ها و بازیکنان اختصاص دهد. در نتیجه، ام‌ال‌اس یک ثروت بادآورده بی‌سابقه دریافت خواهد کرد. با وجود این ثروت بادآورده، لیگ از اختصاص درصد منصفانه‌ای از این وجوه به خود بازیکنان خودداری کرده است.»
تا ۱۳ ژوئن، ام‌ال‌اس و ام‌ال‌اس‌پی‌ای نتوانستند در مورد توزیع جایزه نقدی به توافق برسند.

## مسائل مربوط به مهاجرت و ویزا
در ۱۰ ژوئن، اداره مهاجرت و گمرک (آیس) و اداره گمرک و حفاظت مرزی (سی‌بی‌پی) اعلام کردند که در طول دور اول بازی‌های این مسابقات، امنیت را تأمین خواهند کرد و به شهروندان غیرآمریکایی یادآوری کردند که مدرکی دال بر اقامت قانونی خود ارائه دهند. این امر نگرانی هوادارانی را که نگران سیاست اخراج دولت ترامپ بودند، برانگیخت، به ویژه از آنجا که افراد بازداشت شده ممکن است بدون محاکمه بازداشت شوند یا به کشورهای دیگری مانند السالوادور فرستاده شوند. جیانی اینفانتینو از افزایش حضور هواداران دفاع کرد و اظهار داشت که امنیت هواداران "اولویت" است. بازی افتتاحیه این مسابقات در همان ورزشگاهی برگزار می‌شود که میزبان فینال کوپا آمریکا ۲۰۲۴ بود و هزاران هوادار برای ورود به دروازه‌ها هجوم آوردند.
در ۱۵ ژوئن، گزارشی منتشر شد مبنی بر اینکه ویزای ایرتون کاستا، مدافع بوکا جونیورز، به دلیل یک پرونده سرقت در سال ۲۰۱۸ رد شده است. چند روز بعد، این تصمیم لغو شد و به او ویزای ویژه ۲۶ روزه برای این مسابقات اعطا شد.

## رقابت بین اروپا و سایر نقاط جهان
این مسابقات رقابت بین تیم‌های اروپایی در مقابل سایر نقاط جهان، به ویژه تیم‌های آمریکای جنوبی را تشدید کرده است. در ابتدا بحث فقط در مورد میزان موفقیت تیم‌های غیراروپایی در مقابل تیم‌های اروپایی بود، اما پس از پیروزی تیم‌های آمریکای جنوبی بر تیم‌های اروپایی، این بحث بسیار داغ شد. برخی از مدیران، هواداران و روزنامه‌نگاران آمریکای جنوبی نیز سعی کردند انتقادات اروپایی‌ها از این مسابقات را به عنوان «بهانه‌های بازنده» و «اروپامحوری و نخبه‌گرایی» رد کنند.
در میان اروپایی‌های سرشناس، لوییس انریکه، سرمربی پاری سن-ژرمن، حرف‌های منتقدان آمریکای جنوبی را رد کرد و گفت: «او نمی‌داند چرا تیم‌های آمریکایی جنوبی اینقدر (به این بحث) اهمیت می‌دهند» و اینکه این تیم‌ها چیزی برای اثبات ندارند زیرا «فوتبال آمریکای جنوبی (در کنار اروپا) یک قدرت جهانی فوتبال است». در همین حال، پپ گواردیولا، سرمربی منچستر سیتی، نظر مساعدی نسبت به بحث آمریکای جنوبی داشت و گفت که او دوئل‌ها را دوست دارد و مردم نباید از شکست یک تیم اروپایی توسط یک تیم آمریکای جنوبی تعجب کنند و گفت: «مردم می‌گویند، 'آه، تعجب، یک تیم اروپایی باخت'. اوه، بله، به دنیای واقعی خوش آمدید، درست است؟ به دنیا خوش آمدید دوستان من. به نظر می‌رسد که فقط شکم‌تان را تکان می‌دهید و تماشا نمی‌کنید که چه اتفاقی می‌افتد، زیرا آنها (نیز) خوب هستند.»

## تأخیرهای به دلیل آب و هوا
در طول مسابقات، شش بازی به دلیل رعد و برق و دمای شدید هوا به تعویق افتادند:
- ۱۷ ژوئن: بازی اولسان اچ‌دی مقابل ماملودی سانداونز، اورلاندو، شروع بازی به مدت ۱ ساعت و ۵ دقیقه به تعویق افتاد[۵۹]
- ۱۸ ژوئن: پاچوکا مقابل ردبول سالزبورگ، سینسیناتی، بازی به مدت ۱ ساعت و ۳۷ دقیقه به حالت تعلیق درآمد
- ۱۹ ژوئن: پالمیراس مقابل الاهلی، رادرفورد شرقی، نیوجرسی، بازی به مدت ۴۶ دقیقه به حالت تعلیق درآمد
- ۲۰ ژوئن: بنفیکا مقابل اوکلند سیتی، اورلاندو، بازی به مدت ۲ ساعت به حالت تعلیق درآمد
- ۲۴ ژوئن: بوکا جونیورز مقابل اوکلند سیتی، نشویل، بازی به مدت ۵۰ دقیقه به حالت تعلیق درآمد
- ۲۸ ژوئن: بنفیکا مقابل چلسی، شارلوت، بازی به مدت ۱ ساعت و ۵۳ دقیقه به حالت تعلیق درآمد

طبق قوانین فیفا، در صورت برخورد صاعقه در فاصله ۱۶ کیلومتری (۱۰ مایلی) ورزشگاه، بازی‌ها باید به مدت ۳۰ دقیقه متوقف شوند و هر برخورد جدید، ساعت را «از نو تنظیم می‌کند».
بازی چلسی با تنها پنج دقیقه مانده به پایان بازی متوقف شد؛ پس از توقف بازی، بنفیکا گل تساوی را به ثمر رساند تا بازی به وقت اضافه کشیده شود که در این زمان چلسی گل پیروزی را به ثمر رساند. کل بازی از شروع بازی تا سوت پایان، چهار ساعت و چهل دقیقه طول کشید. انزو مارسکا، سرمربی چلسی، پس از آن گفت: «می‌توانم درک کنم که به دلایل امنیتی، بازی را متوقف می‌کنید. اما اگر هفت، هشت بازی را متوقف کنید، احتمالاً (ایالات متحده) جای مناسبی برای برگزاری این رقابت نیست.» بازیکنان در طول این تأخیر از دوچرخه‌های ثابت برای گرم نگه داشتن عضلات خود استفاده کردند.
قرار است جام جهانی فوتبال ۲۰۲۶ در ژوئن-ژوئیه ۲۰۲۶ در بسیاری از همین شهرها برگزار شود و این نگرانی را ایجاد می‌کند که تأخیرهای مشابهی رخ دهد.

## حضور یوونتوس در کاخ سفید
در ۱۸ ژوئن ۲۰۲۵، شش بازیکن یوونتوس و مربی تیم به همراه جیانی اینفانتینو قبل از بازی تیم با العین برای گفتگو با دونالد ترامپ به کاخ سفید رفتند. در طول مکالمه، بحث فوتبال بسیار کمی مطرح شد، زیرا ترامپ بیشتر به سوالات مربوط به دخالت ایالات متحده در جنگ ایران و اسرائیل پاسخ داد. به گفته تیموتی وه‌آ، بازیکن یوونتوس، او این تجربه را "کمی عجیب" توصیف کرد.
همچنین بحثی در مورد اینکه آیا تیم ملی فوتبال مردان ایالات متحده نیز باید برای دیدار با رئیس جمهور دعوت می‌شد، رخ داد و مائوریسیو پوچتینو، سرمربی تیم، گفت که "حسادت" می‌کند که یوونتوس به جای تیم ملی آمریکا دعوت شده است، با وجود اینکه این تیم در جام طلایی کونکاکاف ۲۰۲۵ بازی می‌کرد.

## حضور دونالد ترامپ در فینال
حضور دونالد ترامپ، رئیس جمهور آمریکا، در فینال به دلایل مختلف جنجال‌برانگیز شد، از جمله هو کردن‌های بلند تماشاگران علیه او. تصمیم او برای ماندن روی صحنه در حالی که چلسی قهرمان جام را بالای سر می‌برد، انتقاد و تمسخر را نیز به دنبال داشت، به طوری که کول پالمر و ریس جیمز، بازیکنان چلسی، از حضور او ابراز شگفتی کردند.
پس از فینال، مشخص شد که قبل از اهدای مدال، به ترامپ مدال قهرمانی داده شده است، اگرچه تصاویر اولیه این تصور را ایجاد کرد که او مدالی را که برای بازیکنان در نظر گرفته شده بود، دزدیده است. همچنین گفته شد که ترامپ جام اصلی جام جهانی باشگاه‌ها را در دفتر بیضی نگه داشته و به چلسی یک ماکت برای بلند کردن داده است.